# Rotes Haus (Thessaloniki)

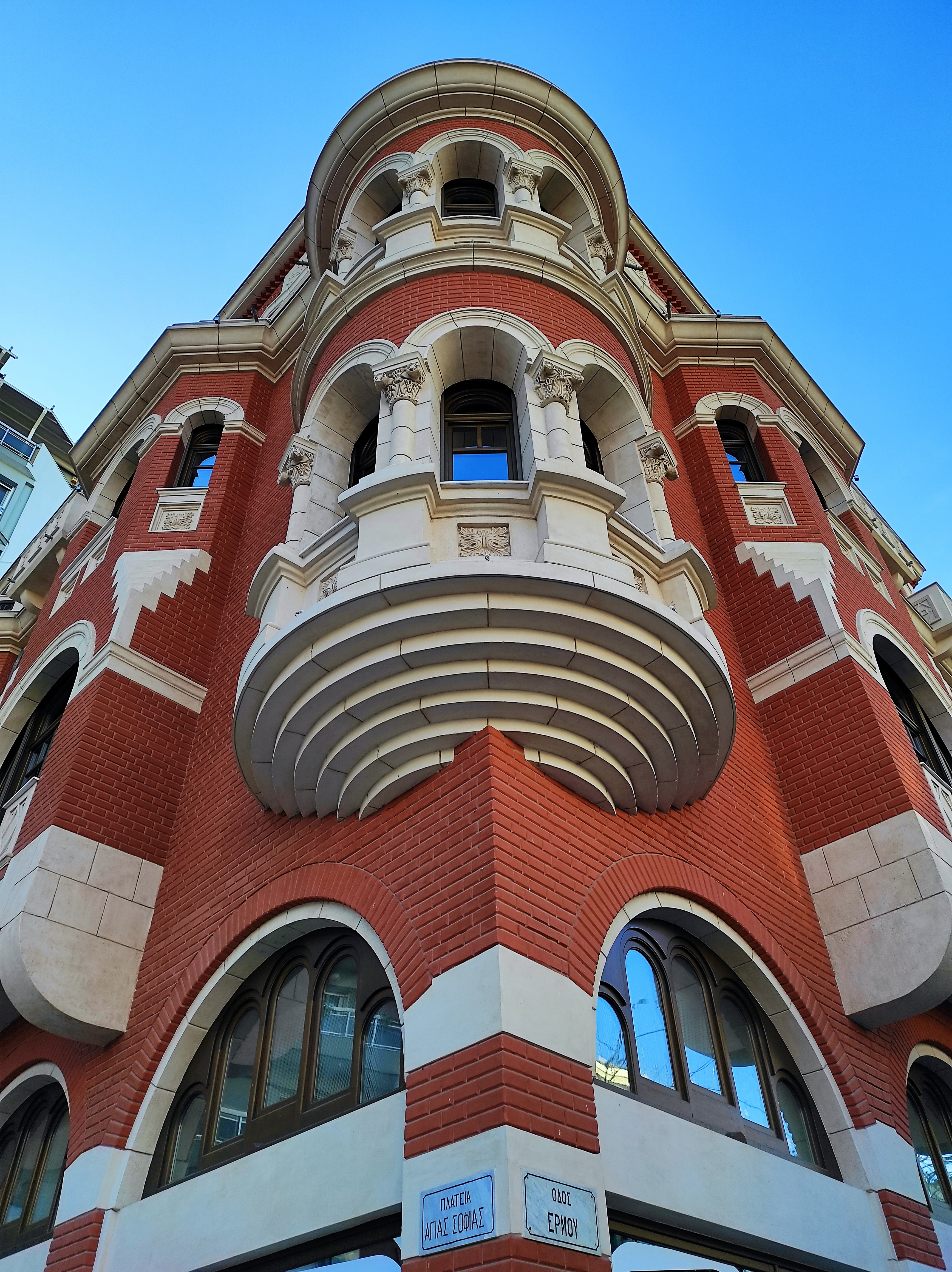
Details

Das Rote Haus (griechisch Κόκκινο Σπίτι Kokkino Spiti) befindet sich an der Platia Agias Sofias (Πλατεία Αγίας Σοφίας ‚Agia-Sofia-Platz‘) im Zentrum der griechischen Großstadt Thessaloniki. Unter diesem Namen ist es wegen seiner roten Backsteinfassade bekannt. Sonst heißt es Megaro Longou (Μέγαρο Λόγγου).

## Geschichte
Das dreistöckige Haus wurde 1926 vom Architekten Leonardo Gennari im neobyzantinischen Stil für die Industriellenfamilie von Grigorios Longos entworfen. Longos war ein wohlhabender Textilfabrikant aus Naoussa. Das Haus schenkte er später seinem Bruder Ioannis, weshalb es auch als „Ioannis-Longos-Haus“ bekannt ist. 1983 wurde es vom griechischen Kulturministerium unter Denkmalschutz gestellt.
Das Unternehmen, das den Bau durchführte, ging einige Monate später in Konkurs und die Textilfabrik in Naoussa wurde durch einen Brand zerstört. Infolgedessen kamen Gerüchte über Selbstmorde und spukende Geister in dem verlassenen Roten Haus auf.

## Sanierung
2009 befand sich das Haus in einem sehr schlechten Zustand und benötigte dringend eine Sanierung. Anfang 2014 kaufte Iwan Ignatjewitsch Sawwidi – griechisch-russischer Geschäftsmann und Besitzer des Fußballvereins PAOK FC – das Haus für vier Millionen Euro. Das Haus wurde saniert und ein Geschäft eingerichtet, das offizielle PAOK-Fanartikel verkauft. Bis 1992 gab es im Erdgeschoss ein Café namens „Ermis“ (Hermes), das häufig von pensionierten Lehrern und Professoren besucht wurde. An seiner Stelle befand sich danach ein Restaurant namens „Kourdisto Gourouni“ (griechisch Κουρδιστό Γουρούνι Kourdisto Gourouni), das mit Beginn der Sanierung seine Pforten schloss.